# Artur Moro
Artur Moro (oroszul: Артур Моро), születési nevén Afanaszij Matvejevics Oszipov (Афанасий Матвеевич Осипов, 1909. május 11. – 1989. január 13.) erza nemzetiségű költő, újságíró. 1935-től a Szovjet Írószövetség tagja, 1969-ben Mordvinföld kitüntetett írója.

## Élete és pályafutása
Krasznije Kljucsi faluban született (ma Pohvisztnyevói járás, Szamarai terület), parasztcsaládban. Az polgárháború utáni éhínség idején apja Szibériába ment a vasútra dolgozni, Moro gyermekotthonban nevelkedett. 1925-ben a Jaksztyere Tyestye (Якстере теште, Vörös Csillag) újság szerkesztője, P. Sz. Gluhov (П. С. Глухов) közbenjárására felvették a Centrizdat kiadó alatt működő nyomdaipari technikumba, melynek elvégzését követően betűszedőként dolgozott. Folyamatosan fejlesztette magát, 1927–28-ban szakérettségi tanfolyamra (rabfak) járt, 1930 és 1932 között a Moszkvai Állami Filmintézet hallgatója volt, 1946–49-ben a pártfőiskolán tanult. 1949-ben a művészettörténet kandidátusa fokozatot szerzett.
1934-ben az Ucspedgiznél (Учпедгиз, Állami Tankönyvkiadó) dolgozott, 1938 és 1941 között orosz nyelv és irodalmat oktatott. Harcolt a második világháborúban, a háború ideje alatt a Vpered za Rogyinu (Вперед за Родину, Előre a Hazáért) című újságot szerkesztette. Számos kitüntetést kapott a háborúban tett szolgálataiért.
Első verse oroszul jelent meg a Pecsatnyik (Печатник) folyóiratban 1926-ban. Erza nyelvű versei hoznak neki országos hírnevet, 1927-ben megjelent Pekseny dudkinye (Пекшень дудкине, Hársfatilinkó) című verséből dal született. 1929-ben a Centrizdat által kiadott Vaszeny szjatkt (Васень сяткт, Első szikrák) című antológiában jelent meg több költeménye. Pályafutása során számos verseskötete látott napvilágot erza nyelven és oroszra fordítva is. Halála után, 1997-ben jelent meg Sztyepan Erzja (Степан Эрьзя) című regénye.
Képes Géza így írt róla: „Ez a költészet, amely csakúgy a folklór tején izmosodott, mint a többi rokonnép költészete, felnőtt és világirodalmi kitekintésre tett szert.”

## Emlékezete
- A költő szülőházán emléktáblát helyeztek el.